# Szlovénia a 2000. évi nyári olimpiai játékokon
Szlovénia az ausztráliai Sydneyben megrendezett 2000. évi nyári olimpiai játékok egyik részt vevő nemzete volt. Az országot az olimpián 13 sportágban 74 sportoló képviselte, akik összesen 2 érmet szereztek.

## Érmesek
| Érem  | Versenyző           | Sportág       | Versenyszám                |
| ----- | ------------------- | ------------- | -------------------------- |
| Arany | Luka Špik Iztok Čop | Evezés        | Férfi kétpárevezős         |
| Arany | Rajmond Debevec     | Sportlövészet | Férfi sportpuska összetett |

## Atlétika
Férfi
| Versenyző                                                   | Versenyszám     | Előfutam | Előfutam | Előfutam | Negyeddöntő | Negyeddöntő | Negyeddöntő | Elődöntő | Elődöntő | Elődöntő | Döntő   | Döntő    |
| Versenyző                                                   | Versenyszám     | Idő      | Hely.    | Össz.    | Idő         | Hely.       | Össz.       | Idő      | Hely.    | Össz.    | Idő     | Helyezés |
| ----------------------------------------------------------- | --------------- | -------- | -------- | -------- | ----------- | ----------- | ----------- | -------- | -------- | -------- | ------- | -------- |
| Matija Šestak                                               | 400 m           | 45,95    | 3.       | 32.      | kiesett     | kiesett     | kiesett     | kiesett  | kiesett  | kiesett  | kiesett | kiesett  |
| Roman Kejžar                                                | Maraton         |          |          |          |             |             |             |          |          |          | 2:26:38 | 62.      |
| Matic Šušteršič Matic Osovnikar Boštjan Fridrih Urban Acman | 4 × 100 m váltó | 39,25    | 5.       | 15.      |             |             |             | kizárták | kizárták | kizárták | kiesett | kiesett  |
| Boštjan Horvat Jože Vrtačič Sergej Šalamon Matija Šestak    | 4 × 400 m váltó | 3:10,07  | 7.       | 28.      |             |             |             | kiesett  | kiesett  | kiesett  | kiesett | kiesett  |

| Versenyző     | Versenyszám   | Selejtező | Selejtező | Döntő    | Döntő    |
| Versenyző     | Versenyszám   | Eredmény  | Helyezés  | Eredmény | Helyezés |
| ------------- | ------------- | --------- | --------- | -------- | -------- |
| Gregor Cankar | Távolugrás    | 798 cm    | 14.*      | kiesett  | kiesett  |
| Primož Kozmus | Kalapácsvetés | 68,83 m   | 38.       | kiesett  | kiesett  |

Női
| Versenyző                                                   | Versenyszám     | Előfutam | Előfutam | Előfutam | Negyeddöntő | Negyeddöntő | Negyeddöntő | Elődöntő | Elődöntő | Elődöntő | Döntő   | Döntő    |
| Versenyző                                                   | Versenyszám     | Idő      | Hely.    | Össz.    | Idő         | Hely.       | Össz.       | Idő      | Hely.    | Össz.    | Idő     | Helyezés |
| ----------------------------------------------------------- | --------------- | -------- | -------- | -------- | ----------- | ----------- | ----------- | -------- | -------- | -------- | ------- | -------- |
| Alenka Bikar                                                | 200 m           | 23,26    | 5.       | 22.      | 23,01       | 4.          | 14.         | kiesett  | kiesett  | kiesett  | kiesett | kiesett  |
| Brigita Langerholc                                          | 800 m           | 2:01,89  | 2.       | 15.      |             |             |             | 1:59,05  | 4.       | 5.       | 1:58,51 | 4.       |
| Helena Javornik                                             | 1500 m          | 4:18,18  | 12.      | 34.      |             |             |             | kiesett  | kiesett  | kiesett  | kiesett | kiesett  |
| Helena Javornik                                             | 5000 m          | 16:09,60 | 13.      | 40.      |             |             |             |          |          |          | kiesett | kiesett  |
| Meta Mačus Brigita Langerholc Jolanda Čeplak Saša Prokofjev | 4 × 400 m váltó | 3:35,00  | 7.       | 19.      |             |             |             | kiesett  | kiesett  | kiesett  | kiesett | kiesett  |

| Versenyző       | Versenyszám   | Selejtező | Selejtező | Döntő    | Döntő    |
| Versenyző       | Versenyszám   | Eredmény  | Helyezés  | Eredmény | Helyezés |
| --------------- | ------------- | --------- | --------- | -------- | -------- |
| Anja Valant     | Hármasugrás   | 14,36 m   | 4.        | 13,59 m  | 9.       |
| Evfemija Štorga | Gerelyhajítás | 54,94 m   | 27.       | kiesett  | kiesett  |

## Evezés
Férfi
| Versenyző                                            | Versenyszám              | Előfutam | Előfutam | Vigaszág | Vigaszág | Elődöntő | Elődöntő | Elődöntő | Döntő | Döntő   | Döntő | Helyezés |
| Versenyző                                            | Versenyszám              | Idő      | Hely.    | Idő      | Hely.    | Típus    | Idő      | Hely.    | Típus | Idő     | Hely. | Helyezés |
| ---------------------------------------------------- | ------------------------ | -------- | -------- | -------- | -------- | -------- | -------- | -------- | ----- | ------- | ----- | -------- |
| Luka Špik Iztok Čop                                  | Kétpárevezős             | 6:24,92  | 1.       |          |          | A/B      | 6:16,41  | 1.       | A     | 6:16,63 | 1.    |          |
| Miha Pirih Gregor Sračnjek                           | Kormányos nélküli kettes | 6:55,82  | 4.       | 6:50,49  | 3.       | A/B      | 6:49,79  | 5.       | B     | 6:40,23 | 5.    | 11.      |
| Jani Klemenčič Milan Janša Rok Kolander Matej Prelog | Kormányos nélküli négyes | 6:07,90  | 3.       |          |          | A/B      | 6:04,07  | 2.       | A     | 5:58,34 | 4.    | 4.       |

## Íjászat
Férfi
| Versenyző         | Versenyszám | Selejtező | Selejtező | 64-es főtábla                       | 32-es főtábla     | Nyolcaddöntő      | Negyeddöntő       | Elődöntő          | Döntő             | Helyezés |
| Versenyző         | Versenyszám | Pont      | Kiemelt   | Ellenfél Eredmény                   | Ellenfél Eredmény | Ellenfél Eredmény | Ellenfél Eredmény | Ellenfél Eredmény | Ellenfél Eredmény | Helyezés |
| ----------------- | ----------- | --------- | --------- | ----------------------------------- | ----------------- | ----------------- | ----------------- | ----------------- | ----------------- | -------- |
| Peter Koprivnikar | Egyéni      | 624       | 34.       | Butch Johnson (USA) (31.) · 151-164 | kiesett           | kiesett           | kiesett           | kiesett           | kiesett           | 53.      |

## Kajak-kenu

### Szlalom
| Versenyző     | Versenyszám       | Selejtező | Selejtező | Selejtező | Selejtező | Selejtező  | Selejtező  | Döntő    | Döntő    | Döntő    | Döntő    | Döntő      | Döntő      |
| Versenyző     | Versenyszám       | 1. futam  | 1. futam  | 2. futam  | 2. futam  | Összesítés | Összesítés | 1. futam | 1. futam | 2. futam | 2. futam | Összesítés | Összesítés |
| Versenyző     | Versenyszám       | Pont      | Hely.     | Pont      | Hely.     | Pont       | Hely.      | Pont     | Hely.    | Pont     | Hely.    | Pont       | Helyezés   |
| ------------- | ----------------- | --------- | --------- | --------- | --------- | ---------- | ---------- | -------- | -------- | -------- | -------- | ---------- | ---------- |
| Dejan Kralj   | Férfi kajak egyes | 130,24    | 13.       | 128,05    | 9.        | 258,29     | 10.        | 116,60   | 12.      | 111,48   | 2.       | 228,08     | 10.        |
| Fedja Marušić | Férfi kajak egyes | 128,81    | 10.       | 129,29    | 10.       | 258,10     | 9.         | 114,62   | 8.       | 167,37   | 15.      | 281,99     | 15.        |
| Simon Hočevar | Férfi kenu egyes  | 136,64    | 11.       | 137,61    | 9.        | 274,25     | 9.         | 119,78   | 6.       | 120,86   | 7.       | 240,64     | 7.         |
| Nada Mali     | Női kajak egyes   | 163,26    | 16.       | 162,19    | 18.       | 325,45     | 17.        | kiesett  | kiesett  | kiesett  | kiesett  | kiesett    | kiesett    |

## Kerékpározás

### Hegyi-kerékpározás
| Versenyző       | Versenyszám        | Idő           | Helyezés      |
| --------------- | ------------------ | ------------- | ------------- |
| Primož Štrancar | Férfi terepverseny | 1 kör hátrány | 37.           |
| Rok Drašler     | Férfi terepverseny | nem ért célba | nem ért célba |

### Országúti kerékpározás
Férfi
| Versenyző       | Versenyszám   | Idő                     | Helyezés      |
| --------------- | ------------- | ----------------------- | ------------- |
| Andrej Hauptman | Mezőnyverseny | 5:30:46 (+1:38)         | 26.           |
| Uroš Murn       | Mezőnyverseny | 5:30:46 (+1:38)         | 32.           |
| Tadej Valjavec  | Mezőnyverseny | nem ért célba           | nem ért célba |
| Martin Hvastija | Mezőnyverseny | nem ért célba           | nem ért célba |
| Martin Hvastija | Időfutam      | 1:01:08,831 (+3:28,411) | 22.           |

## Kézilabda

### Férfi
| Szlovén férfi kézilabdacsapat-játékoskeret                                                                                      | Szlovén férfi kézilabdacsapat-játékoskeret                                                                           |
| --- | --- |
| - Aleš Pajovič - Andrej Kastelic - Beno Lapajne - Branko Bedekovič - Gregor Cvijič - Iztok Puc - Jani Likaveč - Renato Vugrinec | - Roman Pungartnik - Rolando Pušnik - Tettey-Sowah Banfro - Tomaž Tomšič - Uroš Šerbec - Zoran Jovičič - Zoran Lubej |

#### Eredmények
Csoportkör
B csoport
| Csapat              | M | Gy | D | V | G+  | G–  | Gk  | P  |
| ------------------- | - | -- | - | - | --- | --- | --- | -- |
| Svédország (SWE)    | 5 | 5  | 0 | 0 | 155 | 121 | +34 | 10 |
| Franciaország (FRA) | 5 | 3  | 1 | 1 | 120 | 104 | +16 | 7  |
| Spanyolország (ESP) | 5 | 3  | 0 | 2 | 144 | 126 | +18 | 6  |
| Szlovénia (SLO)     | 5 | 2  | 1 | 2 | 137 | 127 | +10 | 5  |
| Tunézia (TUN)       | 5 | 1  | 0 | 4 | 111 | 117 | –6  | 2  |
| Ausztrália (AUS)    | 5 | 0  | 0 | 5 | 106 | 178 | –72 | 0  |

| 2000. szeptember 16. 11:30 | Franciaország (FRA) | 24–24  | Szlovénia (SLO) | Játékvezetők: Svein Olav Oie, Bjorn Hogsnes (NOR) |
| 2000. szeptember 16. 11:30 | három játékos 6     | (9–11) | Pungartnik 6    | Játékvezetők: Svein Olav Oie, Bjorn Hogsnes (NOR) |
| 2000. szeptember 16. 11:30 | 5× 2×               |        | 3× 2×           | Játékvezetők: Svein Olav Oie, Bjorn Hogsnes (NOR) |

| 2000. szeptember 18. 21:30 | Szlovénia (SLO) | 30–32  | Svédország (SWE) | Játékvezetők: Vaclav Kohout, Ivan Dolejs (CZE) |
| 2000. szeptember 18. 21:30 | Puc 7           | (6–17) | Lövgren 10       | Játékvezetők: Vaclav Kohout, Ivan Dolejs (CZE) |
| 2000. szeptember 18. 21:30 | 6× 3×           |        | 3× 3×            | Játékvezetők: Vaclav Kohout, Ivan Dolejs (CZE) |

| 2000. szeptember 20. 16:30 | Ausztrália (AUS) | 20–33  | Szlovénia (SLO) | Játékvezetők: Hyung-Kyun Chung, Kyu Ha Lim (KOR) |
| 2000. szeptember 20. 16:30 | Groenintwoud 5   | (9–14) | Jovičič 8       | Játékvezetők: Hyung-Kyun Chung, Kyu Ha Lim (KOR) |
| 2000. szeptember 20. 16:30 | 2× 3×            |        | 1× 1×           | Játékvezetők: Hyung-Kyun Chung, Kyu Ha Lim (KOR) |

| 2000. szeptember 22. 16:30 | Spanyolország (ESP) | 31–28   | Szlovénia (SLO) | Játékvezetők: Juri Litvinov, Valeri Khudoerko (RUS) |
| 2000. szeptember 22. 16:30 | négy játékos 5      | (17–13) | Lubej 9         | Játékvezetők: Juri Litvinov, Valeri Khudoerko (RUS) |
| 2000. szeptember 22. 16:30 | 5× 3×               |         | 3× 3×           | Játékvezetők: Juri Litvinov, Valeri Khudoerko (RUS) |

| 2000. szeptember 24. 9:30 | Szlovénia (SLO) | 22–20  | Tunézia (TUN) | Játékvezetők: Jan Boye, Bjarne-Munk Jensen (DEN) |
| 2000. szeptember 24. 9:30 | Pungartnik 7    | (9–12) | M. Madi 7     | Játékvezetők: Jan Boye, Bjarne-Munk Jensen (DEN) |
| 2000. szeptember 24. 9:30 | 4× 3×           |        | 5× 3×         | Játékvezetők: Jan Boye, Bjarne-Munk Jensen (DEN) |

Negyeddöntő
| 2000. szeptember 26. 14:30 | Oroszország (RUS) | 33–22  | Szlovénia (SLO) | Játékvezetők: Ramon Gallego Santos, Victor Pedro Lamas Perez (ESP) |
| 2000. szeptember 26. 14:30 | Koksarov 7        | (14–9) | Šerbec 6        | Játékvezetők: Ramon Gallego Santos, Victor Pedro Lamas Perez (ESP) |
| 2000. szeptember 26. 14:30 | 3× 3×             |        | 1× 3×           | Játékvezetők: Ramon Gallego Santos, Victor Pedro Lamas Perez (ESP) |

Az 5–8. helyért
| 2000. szeptember 29. 9:30 | Szlovénia (SLO) | 22–29  | Franciaország (FRA) | Játékvezetők: Peter Hansson, Peter Olsson (SWE) |
| 2000. szeptember 29. 9:30 | Šerbec 6        | (9–17) | G. Gille 7          | Játékvezetők: Peter Hansson, Peter Olsson (SWE) |
| 2000. szeptember 29. 9:30 | 3× 3×           |        | 1× 2×               | Játékvezetők: Peter Hansson, Peter Olsson (SWE) |

A 7. helyért
| 2000. szeptember 30. 14:30 | Szlovénia (SLO) | 28–34   | Egyiptom (EGY) | Játékvezetők: Thomas Bojsen, Tugomir Anusic (USA) |
| 2000. szeptember 30. 14:30 | Pungartnik 11   | (12–18) | Awaad 7        | Játékvezetők: Thomas Bojsen, Tugomir Anusic (USA) |
| 2000. szeptember 30. 14:30 | 3× 2×           |         | 2× 2×          | Játékvezetők: Thomas Bojsen, Tugomir Anusic (USA) |

| Csapat          | Helyezés |
| --------------- | -------- |
| Szlovénia (SLO) | 8.       |

## Sportlövészet
Férfi
| Versenyző       | Versenyszám           | Selejtező | Selejtező | Döntő   | Döntő    |
| Versenyző       | Versenyszám           | Pont      | Helyezés  | Pont    | Helyezés |
| --------------- | --------------------- | --------- | --------- | ------- | -------- |
| Rajmond Debevec | Légpuska              | 591       | 9.*       | kiesett | kiesett  |
| Rajmond Debevec | Sportpuska, fekvő     | 593       | 19.*****  | kiesett | kiesett  |
| Rajmond Debevec | Sportpuska, összetett | 1177      | 1.        | 1,275,1 |          |
| Andraž Lipolt   | Trap                  | 106       | 32.****   | kiesett | kiesett  |

Női
| Versenyző        | Versenyszám | Selejtező | Selejtező  | Döntő   | Döntő    |
| Versenyző        | Versenyszám | Pont      | Helyezés   | Pont    | Helyezés |
| ---------------- | ----------- | --------- | ---------- | ------- | -------- |
| Natalija Prednik | Légpuska    | 391       | 20.******* | kiesett | kiesett  |

* - egy másik versenyzővel azonos eredményt ért el

**** - négy másik versenyzővel azonos eredményt ért el

***** - öt másik versenyzővel azonos eredményt ért el

******* - hét másik versenyzővel azonos eredményt ért el

## Taekwondo
Férfi
| Versenyző   | Versenyszám | Selejtező         | Negyeddöntő              | Elődöntő          | Vigaszág negyeddöntő | Vigaszág elődöntő | Bronz- mérkőzés   | Döntő             | Helyezés |
| Versenyző   | Versenyszám | Ellenfél Eredmény | Ellenfél Eredmény        | Ellenfél Eredmény | Ellenfél Eredmény    | Ellenfél Eredmény | Ellenfél Eredmény | Ellenfél Eredmény | Helyezés |
| ----------- | ----------- | ----------------- | ------------------------ | ----------------- | -------------------- | ----------------- | ----------------- | ----------------- | -------- |
| Marcel More | Váltósúly   | erőnyerő          | Roman Livaja (SWE) · 2-4 | kiesett           |                      |                   |                   |                   | 9.       |

## Tenisz
Női
| Versenyző                      | Versenyszám | 64-es főtábla                                                           | 32-es főtábla     | Nyolcaddöntő      | Negyeddöntő       | Elődöntő          | Bronz- mérkőzés   | Döntő             | Helyezés |
| Versenyző                      | Versenyszám | Ellenfél Eredmény                                                       | Ellenfél Eredmény | Ellenfél Eredmény | Ellenfél Eredmény | Ellenfél Eredmény | Ellenfél Eredmény | Ellenfél Eredmény | Helyezés |
| ------------------------------ | ----------- | ----------------------------------------------------------------------- | ----------------- | ----------------- | ----------------- | ----------------- | ----------------- | ----------------- | -------- |
| Katarina Srebotnik             | Egyes       | Karina Habšudová (SVK) · 3–6, 6–7                                       | kiesett           | kiesett           | kiesett           | kiesett           | kiesett           | kiesett           | 33.      |
| Tina Pisnik                    | Egyes       | Tamarine Tanasugarn (THA) · 4–6, 3–6                                    | kiesett           | kiesett           | kiesett           | kiesett           | kiesett           | kiesett           | 33.      |
| Tina Križan Katarina Srebotnik | Páros       | Oroszország (RUS) · Jelena Lihovceva · Anasztaszija Miszkina · 6–7, 3–6 |                   | kiesett           | kiesett           | kiesett           | kiesett           | kiesett           | 17.      |

## Tollaslabda
| Versenyző  | Versenyszám | Selejtező         | 32-es főtábla                 | Nyolcaddöntő      | Negyeddöntő       | Elődöntő          | Döntő             | Helyezés |
| Versenyző  | Versenyszám | Ellenfél Eredmény | Ellenfél Eredmény             | Ellenfél Eredmény | Ellenfél Eredmény | Ellenfél Eredmény | Ellenfél Eredmény | Helyezés |
| ---------- | ----------- | ----------------- | ----------------------------- | ----------------- | ----------------- | ----------------- | ----------------- | -------- |
| Maja Pohar | Női egyes   | erőnyerő          | Julia Mann (GBR) · 4–11, 7–11 | kiesett           | kiesett           | kiesett           | kiesett           | 17.      |

## Torna
Férfi
| Versenyző       | Versenyszám      | Selejtező | Selejtező | Döntő    | Döntő    |
| Versenyző       | Versenyszám      | Pontszám  | Helyezés  | Pontszám | Helyezés |
| --------------- | ---------------- | --------- | --------- | -------- | -------- |
| Mitja Petkovšek | Korlát           | 8,687     | 75.       | kiesett  | kiesett  |
| Mitja Petkovšek | Egyéni összetett | 8,687     | 97.       | kiesett  | kiesett  |

Női
| Versenyző    | Versenyszám      | Selejtező | Selejtező | Döntő    | Döntő    |
| Versenyző    | Versenyszám      | Pontszám  | Helyezés  | Pontszám | Helyezés |
| ------------ | ---------------- | --------- | --------- | -------- | -------- |
| Mojca Mavrič | Talaj            | 8,825     | 64.*      | kiesett  | kiesett  |
| Mojca Mavrič | Ugrás            | 8,512     | 79.       | kiesett  | kiesett  |
| Mojca Mavrič | Felemás korlát   | 8,212     | 80.       | kiesett  | kiesett  |
| Mojca Mavrič | Gerenda          | 8,525     | 74.*      | kiesett  | kiesett  |
| Mojca Mavrič | Egyéni összetett | 34,074    | 61.       | kiesett  | kiesett  |

* - egy másik versenyzővel azonos eredményt ért el

## Úszás
Férfi
| Versenyző        | Versenyszám    | Előfutam | Előfutam | Előfutam | Elődöntő | Elődöntő | Elődöntő | Döntő   | Döntő    |
| Versenyző        | Versenyszám    | Idő      | Hely.    | Össz.    | Idő      | Hely.    | Össz.    | Idő     | Helyezés |
| ---------------- | -------------- | -------- | -------- | -------- | -------- | -------- | -------- | ------- | -------- |
| Peter Mankoč     | 50 m gyors     | 23,02    | 3.       | 25.      | kiesett  | kiesett  | kiesett  | kiesett | kiesett  |
| Peter Mankoč     | 100 m gyors    | 50,28    | 1.       | 21.      | kiesett  | kiesett  | kiesett  | kiesett | kiesett  |
| Peter Mankoč     | 100 m pillangó | 54,15    | 8.       | 23.*     | kiesett  | kiesett  | kiesett  | kiesett | kiesett  |
| Peter Mankoč     | 200 m vegyes   | 2:03,45  | 7.       | 18.      | kiesett  | kiesett  | kiesett  | kiesett | kiesett  |
| Jure Bučar       | 400 m gyors    | 4:00,19  | 7.       | 35.      |          |          |          | kiesett | kiesett  |
| Blaž Medvešek    | 100 m hát      | 57,26    | 1.       | 32.      | kiesett  | kiesett  | kiesett  | kiesett | kiesett  |
| Blaž Medvešek    | 200 m hát      | 2:01,67  | 3.       | 23.      | kiesett  | kiesett  | kiesett  | kiesett | kiesett  |
| Marko Milenkovič | 400 m vegyes   | 4:26,62  | 6.       | 30.      |          |          |          | kiesett | kiesett  |

Női
| Versenyző     | Versenyszám  | Előfutam | Előfutam | Előfutam | Elődöntő | Elődöntő | Elődöntő | Döntő   | Döntő    |
| Versenyző     | Versenyszám  | Idő      | Hely.    | Össz.    | Idő      | Hely.    | Össz.    | Idő     | Helyezés |
| ------------- | ------------ | -------- | -------- | -------- | -------- | -------- | -------- | ------- | -------- |
| Nataša Kejžar | 100 m mell   | 1:10,44  | 5.       | 15.      | 1:10,66  | 8.       | 16.      | kiesett | kiesett  |
| Alenka Kejžar | 200 m vegyes | 2:18,33  | 2.       | 19.      | kiesett  | kiesett  | kiesett  | kiesett | kiesett  |

* - egy másik versenyzővel azonos eredményt ért el

## Vitorlázás
Férfi
| Versenyző               | Versenyszám    | Futam  | Futam | Futam | Futam | Futam | Futam | Futam  | Futam | Futam | Futam | Futam | Pontszám | Helyezés |
| Versenyző               | Versenyszám    | 1      | 2     | 3     | 4     | 5     | 6     | 7      | 8     | 9     | 10    | 11    | Pontszám | Helyezés |
| ----------------------- | -------------- | ------ | ----- | ----- | ----- | ----- | ----- | ------ | ----- | ----- | ----- | ----- | -------- | -------- |
| Tomaž Čopi Mitja Margon | 470-es osztály | (23,0) | 13,0  | 3,0   | 4,0   | 12,0  | 13,0  | (25,0) | 5,0   | 15,0  | 9,0   | 4,0   | 78,0     | 9.       |

Női
| Versenyző               | Versenyszám    | Futam | Futam  | Futam | Futam  | Futam | Futam | Futam | Futam | Futam | Futam | Futam | Pontszám | Helyezés |
| Versenyző               | Versenyszám    | 1     | 2      | 3     | 4      | 5     | 6     | 7     | 8     | 9     | 10    | 11    | Pontszám | Helyezés |
| ----------------------- | -------------- | ----- | ------ | ----- | ------ | ----- | ----- | ----- | ----- | ----- | ----- | ----- | -------- | -------- |
| Janja Orel Klara Maučec | 470-es osztály | 15,0  | (19,0) | 12,0  | (19,0) | 16,0  | 2,0   | 15,0  | 11,0  | 14,0  | 15,0  | 17,0  | 117,0    | 17.      |

Nyílt
| Versenyző      | Versenyszám | Futam | Futam | Futam | Futam | Futam | Futam | Futam | Futam | Futam | Futam | Futam | Pontszám | Helyezés |
| Versenyző      | Versenyszám | 1     | 2     | 3     | 4     | 5     | 6     | 7     | 8     | 9     | 10    | 11    | Pontszám | Helyezés |
| -------------- | ----------- | ----- | ----- | ----- | ----- | ----- | ----- | ----- | ----- | ----- | ----- | ----- | -------- | -------- |
| Vasilij Žbogar | Laser       | 7     | 6     | 30    | 19    | (44*) | (33)  | 12    | 16    | 31    | 16    | 5     | 142,0    | 19.      |

* - nem ért célba